# Isabel de Portugal (1397–1471)

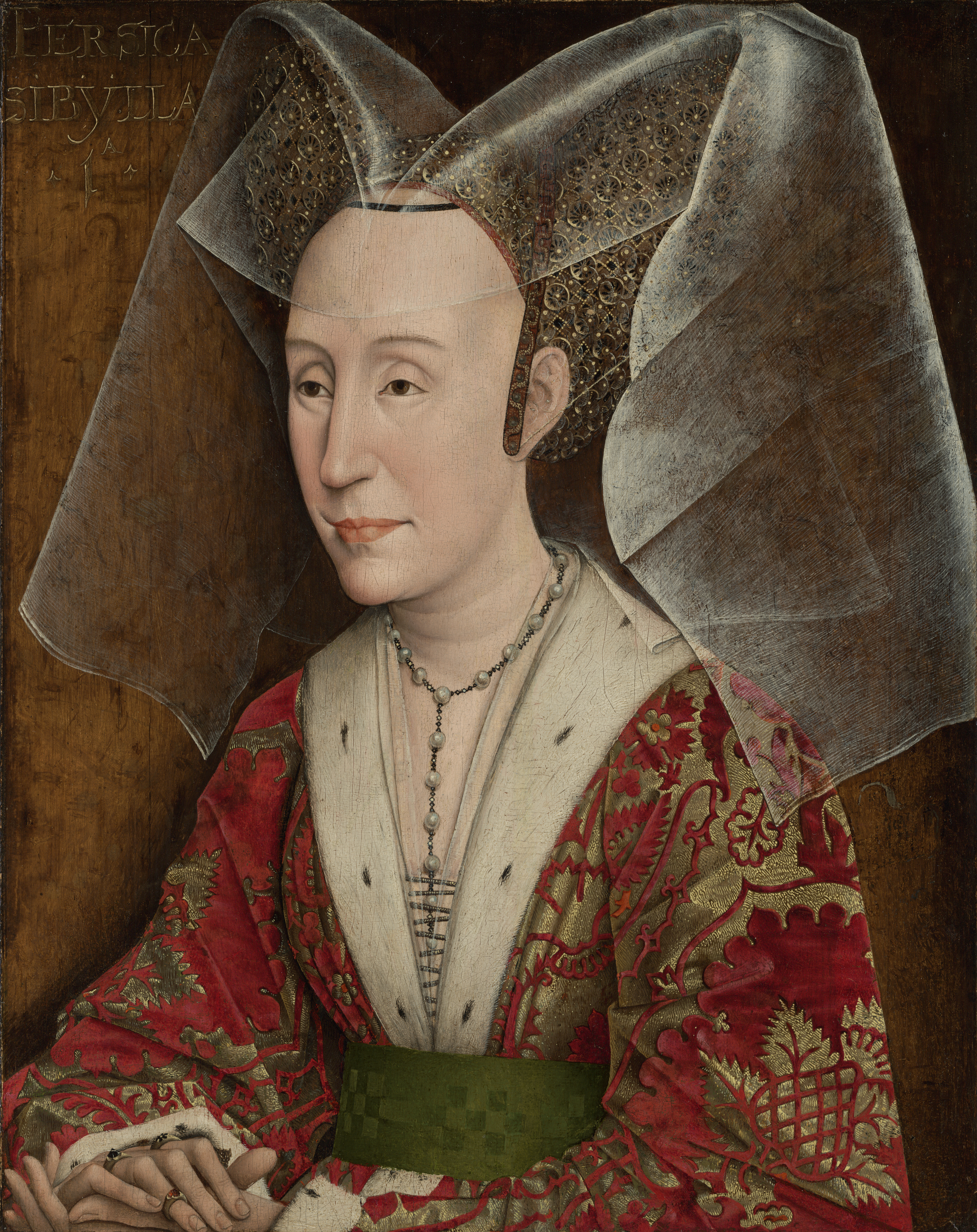
Werkstatt Rogier van der Weyden, Isabel de Portugal

Isabel de Portugal (* 21. Februar 1397 in Évora; † 17. Dezember 1471 in Dijon) war eine portugiesische Infantin aus dem Haus Avis und als dritte Ehefrau Philipps des Guten von 1430–1467 Herzogin von Burgund. Sie war die Mutter Karls des Kühnen.

## Abstammung und Jugend
Isabel war, da alle ihre Schwestern sehr jung verstarben, die einzige überlebende Tochter aus der Ehe des portugiesischen Königs Johann I. mit Philippa of Lancaster, einer Tochter von John of Gaunt. Zu ihren Brüdern, mit denen sie gemeinsam wohlbehütet am Hof zu Lissabon aufwuchs, gehörten Duarte (der seinem Vater 1433 als König Portugals folgen sollte), Pedro (seit 1415 Herzog von Coimbra), Henrique (später bekannt als Heinrich der Seefahrer), João und Fernando (später bekannt als Ferdinand der Heilige). Isabel wurde gemäß den strikten Ansichten ihrer konservativen Mutter bezüglich der Hofetikette erzogen, durfte aber auch am Unterricht ihrer Brüder teilnehmen. So lernte sie Grundkenntnisse der Mathematik und Naturwissenschaften sowie mehrere Sprachen wie Latein, Französisch, Englisch und Italienisch. Auch eine solide Ausbildung in der Politik wurde ihr auf Betreiben ihres Vaters frühzeitig vermittelt. Ihre Mutter flößte ihr eine englandfreundliche Einstellung ein.
Im Rahmen des Hundertjährigen Krieges wurden 1415 zwecks Stärkung der gegen Frankreich gerichteten englisch-portugiesischen Allianz Verhandlungen zur Vermählung Isabels mit König Heinrich V. von England geführt, doch zerschlug sich dieses Eheprojekt. Mehr betrübte Isabel der im gleichen Jahr erfolgte Tod ihrer Mutter, woraufhin sie sich kurzzeitig aus Trauer vom Hofleben zurückzog. Danach übernahm die Infantin am Hof die bisher von ihrer Mutter wahrgenommenen Aufgaben und wirkte wohl lange Zeit aktiv an der Regierung, Administration und dem Finanzwesen Portugals mit.

## Heirat mit Philipp dem Guten

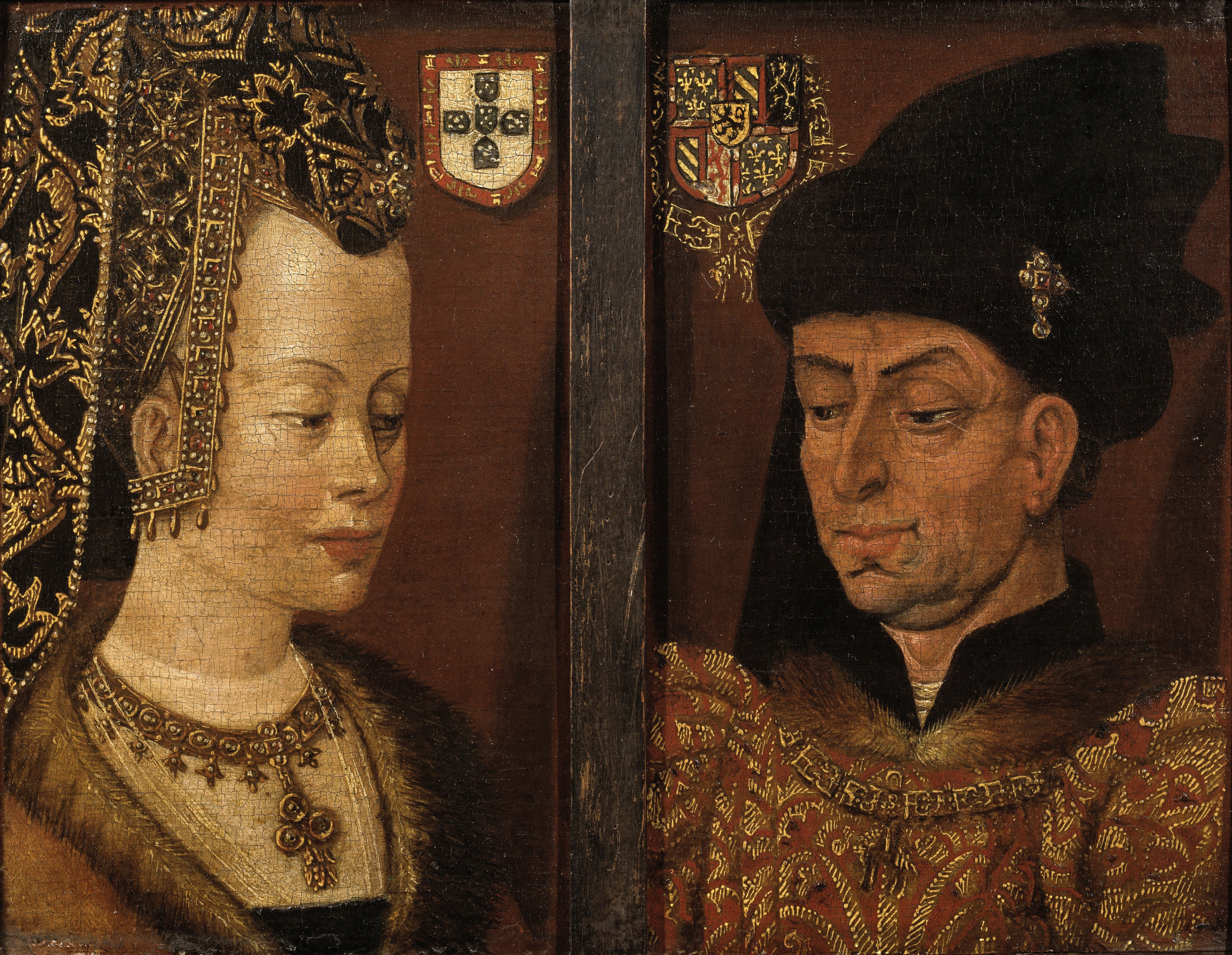
Doppelporträt Isabellas und ihres Mannes Philipp des Guten

Nachdem der zweimal verwitwete Philipp der Gute von Burgund aus seinen ersten beiden Ehen keinen überlebenden Nachwuchs bekommen hatte, war er auf der Suche nach einer dritten Gattin, die aus England oder einem mit diesem Land verbündeten Staat stammen sollte. Im Oktober 1428 sandte er einen seiner Hauptberater, den Seigneur de Roubaix, an der Spitze einer Gesandtschaft  nach Lissabon, die für ihn um die Hand der mit 31 Jahren schon deutlich über dem üblichen Heiratsalter befindlichen Isabel werben sollte. Anfang 1429 fanden erfolgreich verlaufende Heiratsverhandlungen statt. Der seit 1425 im Dienst Philipps des Guten stehende berühmte flämische Maler Jan van Eyck, der den Seigneur de Roubaix nach Portugal begleitet hatte, fertigte von Isabel ein Porträt an, das dem Herzog geschickt wurde. Nach der Einholung der formalen Zustimmung des Herzogs wurde der Heiratsvertrag am 24. Juli 1429 in Lissabon unterzeichnet und dort am folgenden Tag Isabels Ferntrauung mit Philipp dem Guten gefeiert, wobei Roubaix die Rolle des Bräutigams übernahm.
Die Braut nahm noch gute zwei Monate lang an etlichen zu ihrer Verabschiedung veranstalteten Festen und Turnieren teil und verließ ihre Heimat am 19. Oktober 1429 an Bord einer etwa 20 Schiffe umfassenden Flotte. In ihrer Begleitung befand sich ein Gefolge von 2000 Portugiesen. Nach einer stürmischen Seereise, auf der mehrere ihrer Schiffe sanken, kam sie schließlich am 25. Dezember 1429 in Sluis an und feierte am 7. Januar 1430 in Brügge ihre kirchliche Heirat  mit dem burgundischen Herzog. Dieser befand sich damals am Höhepunkt seiner Macht, hielt sich einen der reichsten Höfe Europas und entfaltete dementsprechend bei seiner Hochzeit und den anschließenden eine Woche lang währenden Festlichkeiten höchsten Pomp und Prunk. Aus diesem Anlass wurde damals auch der Orden vom Goldenen Vlies gestiftet.

## Herzogin von Burgund
Die kluge und ernste Isabel zeigte sich ihrer neuen Stellung als burgundische Herzogin würdig und den meisten damit verbundenen Aufgaben gewachsen. Aufgrund ihrer Ausbildung und der Erfahrungen, die sie in ihrer Heimat auf dem Feld der Politik hatte sammeln können, war sie in der Lage, auch in der Politik Burgunds eine wichtige Rolle zu spielen. Der spätere Papst Pius II. charakterisierte sie aber als ehrgeizig und herrschsüchtig. Unter ihrem Patronat lebten zahlreiche portugiesische Flüchtlinge am burgundischen Hof. Dass Philipp der Gute Affären mit zahlreichen Mätressen unterhielt und mit diesen viele außereheliche Kinder zeugte, bereitete seiner Gattin viel Kummer.
An der Seite ihres Gemahls unternahm die bald schwangere Herzogin Anfang 1430 eine Rundreise durch ihre neue Heimat. Ab Mitte März hielt Isabel sich in Noyon auf, begab sich aber nach Péronne, als Jeanne d’Arc das nahe gelegene Compiègne angriff. Nach der Gefangennahme von Jeanne d’Arc durch die Burgunder (23. Mai) kehrte die Herzogin nach Noyon zurück und wünschte die inhaftierte französische Nationalheldin zu sehen. Diese wurde daraufhin im Juni 1430 nach Noyon gebracht, doch sind über das Treffen der beiden Frauen keine Einzelheiten bekannt.
Das burgundische Herzogspaar bekam bald drei Söhne, von denen die ersten beiden früh starben, so dass der dritte Sohn Karl Thronfolger werden sollte:
- Antoine (* 30. September 1430; † 5. Februar 1432), Graf von Charolais
- Josse (* 24. April 1432; † nach dem 6. Mai 1432), Graf von Charolais
- Karl der Kühne (* 10. November 1433; † 5. Januar 1477), Graf von Charolais, seit 1467 Herzog von Burgund

Während der Abwesenheit ihres Gatten aus den burgundischen Niederlanden 1432 sowie zu einer späteren Epoche (1441–1443) führte Isabel dort die Regierung. Außerdem nahm sie insbesondere die Rolle einer bedeutenden diplomatischen Unterhändlerin für ihren Gatten wahr. So war sie 1435 beim Friedenskongress zu Arras anwesend und  trug zum positiven Abschluss des burgundisch-französischen Separatfriedens bei, der zur Aussöhnung Philipps des Guten mit König Karl VII. führte. In England reagierte man aber wütend auf das Verhalten seines vormaligen Verbündeten Burgund und es begann ein jahrelanger Handelskrieg zwischen den beiden Staaten. 1439 leitete Isabel für die burgundische Seite die in Calais und Gravelingen stattfindenden Verhandlungen, die zur Beilegung der den Handel beider Konfliktparteien massiv schädigenden militärischen Auseinandersetzungen führten. Am Rande dieser Friedensgespräche erreichte Isabel auch die 1440 gegen Zahlung eines hohen Lösegelds erfolgte Freilassung des seit der Schlacht von Azincourt (1415) in englischer Gefangenschaft befindlichen Herzogs Karl von Orléans, der noch im gleichen Jahr die Hand der Nichte des burgundischen Herzogs, Maria von Kleve, erhielt. 1444 verhandelte Isabel mit aufständischen Städten Hollands.
Isabel trug auch wesentlich zum Arrangement von Eheprojekten mehrerer hochrangiger Personen ihres Hofes bei, so u. a. zur Verheiratung ihres Sohnes Karl mit Catherine de Valois (1440) und von Maria von Geldern mit König Jakob II. von Schottland (1449). Bereits um 1437 hatte sie die Eheschließung der Erbin von Penthièvre vermittelt, die den Streit zwischen dem älteren und jüngeren Zweig der Dynastie der Bretagne beendete. Ferner übte Isabel auch bedeutenden Einfluss auf die burgundischen Kreuzzugspläne aus und begünstigte eine Türkenallianz unter Einbeziehung des Heiligen Römischen Reichs und Aragons durch die 1452 zu Rom vollzogene Vermählung Kaiser Friedrichs III. mit der portugiesischen Infantin Eleonore Helena sowie die 1453 gefeierte Hochzeit Adolfs von Kleve mit Beatrix, der Tochter von Isabels Bruder Pedro.
Die Herzogin von Burgund umgab sich gern mit Künstlern und Dichtern. Aliénor von Poitiers verfasste auf ihren Anstoß hin das Werk Les Honneurs de la Cour, das über die Regeln der Hofetikette handelte und lange Zeit prägend für dieses kulturelle Gebiet blieb. Isabel widmete sich auch karitativen und frommen Tätigkeiten und gründete Klöster und Hospitäler; außerdem bemühte sie sich um die Kranken und Armen. Ihr Beichtvater war der wissenschaftlich gebildete Prälat Jean Germain, der u. a. Bischof von Nevers und seit 1436 Bischof von Chalon-sur-Saône war.
Als der spätere französische König Ludwig (XI.) vor seinem Vater Karl VII. 1456 nach Burgund flüchtete, stellte er fest, dass dort damals eine von den zu Vertrauten Philipps des Guten aufgestiegenen Brüdern Antoine und Jean II. de Croÿ angeführte, pro-französische Faktion und eine vom pro-englisch eingestellten Kanzler Nicolas Rolin angeführte Partei um die Macht kämpften, wobei Isabel und ihr Sohn Karl den Kanzler unterstützten. 1457 entzweiten sich der burgundische Herzog und sein Sohn und Thronfolger Karl, wofür Isabel laut dem französischen Chronisten und Dichter Georges Chastellain maßgeblich verantwortlich gewesen sein soll. Diese Vorkommnisse trugen wohl dazu bei, dass Isabel sich 1457 vom Hofleben zurückzog und seither hauptsächlich im Schloss La Motte-au-Bois nahe Hazebrouck residierte.
Isabel überlebte ihren Ehemann um vier Jahre und starb 1471 im Alter von 74 Jahren. 1473 wurde ihr Leichnam ebenso wie jener ihres Gatten Philipp auf Anordnung ihres Sohnes Karl in der Kartäuserkirche zu Dijon beigesetzt.